# Příbalový leták
Příbalový leták je informace přikládaná formou letáku (zpravidla tištěného dokumentu) k výrobkům různého charakteru, a to zejména k lékům.
Označení „příbalový leták“ se zpravidla užívá jako označení pro příbalovou informaci u léčivých přípravků. Užití příbalového letáku u jiných výrobků je zpravidla označováno za „Návod k použití“.
Příbalový leták obsahuje důležité informace jako účel použití daného produktu, upozornění a opatření, kontraindikace, způsob užití, možné nežádoucí účinky, výrobce.
V příbalové informaci se můžete setkat s následujícími zkratkami, které se týkají formy přípravku:

## Forma léku
- tbl. – tablety (práškové léky slisované do velkých kotoučků)
- drg. – dražé (tablety obalené barevnou sladkou polevou)
- susp. – suspenze (rosolovitá hmota - k ochranné žaludku)
- supp. – čípky (kužele zaváděné do konečníku)
- grn. – zrníčka (prášky stlačené do drobných kuliček
- sol. – roztoky (aplikují se do úst, nosu očí či uší dle složení)
- plv. – prášky (léky sypké)
- cps. – kapsle (prášky v želatinových obalech)
- ung. – mast